# Camiel Eurlings

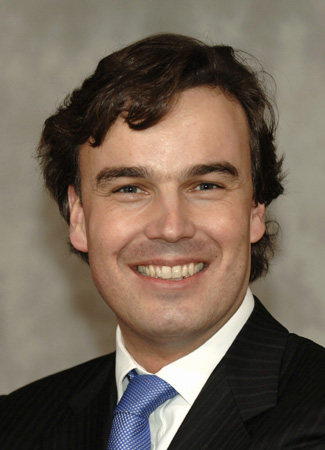
Camiel Eurlings (2007)

Camiel Eurlings  (* 16. September 1973 in Valkenburg-Houthem) ist ein niederländischer Politiker der Partei Christen-Democratisch Appèl (CDA). Er war von 2007 bis 2010 Verkehrsminister der Niederlande.

## Leben
Camiel Eurlings studierte nach dem Abitur Technische Betriebswirtschaft an der Technischen Universität Eindhoven und erwarb dort 1998 sein Ingenieursdiplom. Während dieses Studiums war er an Forschungsprojekten von Canon Ing. Baraki in Japan und von DSM Research in Geleen beteiligt. Er ist Vorsitzender des Robert-Schuman-Instituts und Mitglied des Vorstands des European Ideas Network.

## Politik
In den Jahren 1994 bis 1998 saß er für die CDA als  Mitglied im Gemeinderat von Valkenburg aan de Geul und wechselte von 1998 bis 2004 als Mitglied ins  Niederländische Abgeordnetenhaus. Von Juli 2004 bis 2007 war er Mitglied des Europäischen Parlaments und dort stellvertretender Fraktionsvorsitzender der Europäischen Volkspartei und Europäischer Demokraten. 
Vom 22. Februar 2007 bis 14. Oktober 2010 war er Minister für Verkehr, Wasserwirtschaft und öffentliche Arbeiten in der 4. Regierung unter Jan Peter Balkenende. Er war der jüngste Minister des Kabinetts.
Zeitweise wurde Eurlings als Nachfolger von Jan-Peter Balkenende als Vorsitzender der CDA vorgeschlagen. Zur Überraschung vieler gab er jedoch am 11. März 2010 bekannt, dass er nicht mehr für die Wahlen der Zweiten Kammer am 9. Juni 2010 antritt und sich aus der Politik zurückziehen will. Als Begründung gab er an, mehr Zeit für sein Privatleben haben zu wollen.
Seit 2013 war er IOC-Mitglied, am 5. Januar 2018 trat Eurlings aber zurück, da um seine Person eine heftige Diskussion entbrannt war. Auf den Vorwurf, 2015 seine damalige Freundin misshandelt zu haben, reagierte er erst im Dezember 2017 mit einer Entschuldigung, was seinen Kritikern aber als halbherzig und zu spät erschien.

## Privates
Er wurde von Königin Beatrix in den Orden von Oranien-Nassau aufgenommen. 2010 erhielt er den Ritterschlag zum Ritter vom Heiligen Grab zu Jerusalem.

## Belege
1. ↑  Eurlings biedt excuses aan: ik heb impact mishandeling onderschat. auf nos.nl vom 30. Dezember 2017; abgerufen am 1. Februar 2018
2. ↑  Eurlings weg als IOC-lid, Comité 'betreurt besluit'. auf nos.nl vom 5. Januar 2018; abgerufen am 1. Februar 2018

| Personendaten    | Personendaten                                            |
| ---------------- | -------------------------------------------------------- |
| NAME             | Eurlings, Camiel                                         |
| KURZBESCHREIBUNG | niederländischer Politiker (CDA), MdEP, Verkehrsminister |
| GEBURTSDATUM     | 16. September 1973                                       |
| GEBURTSORT       | Valkenburg-Houthem                                       |